# 448
Năm 448 là một năm trong lịch Julius.